# Avcılar Merkez Cami

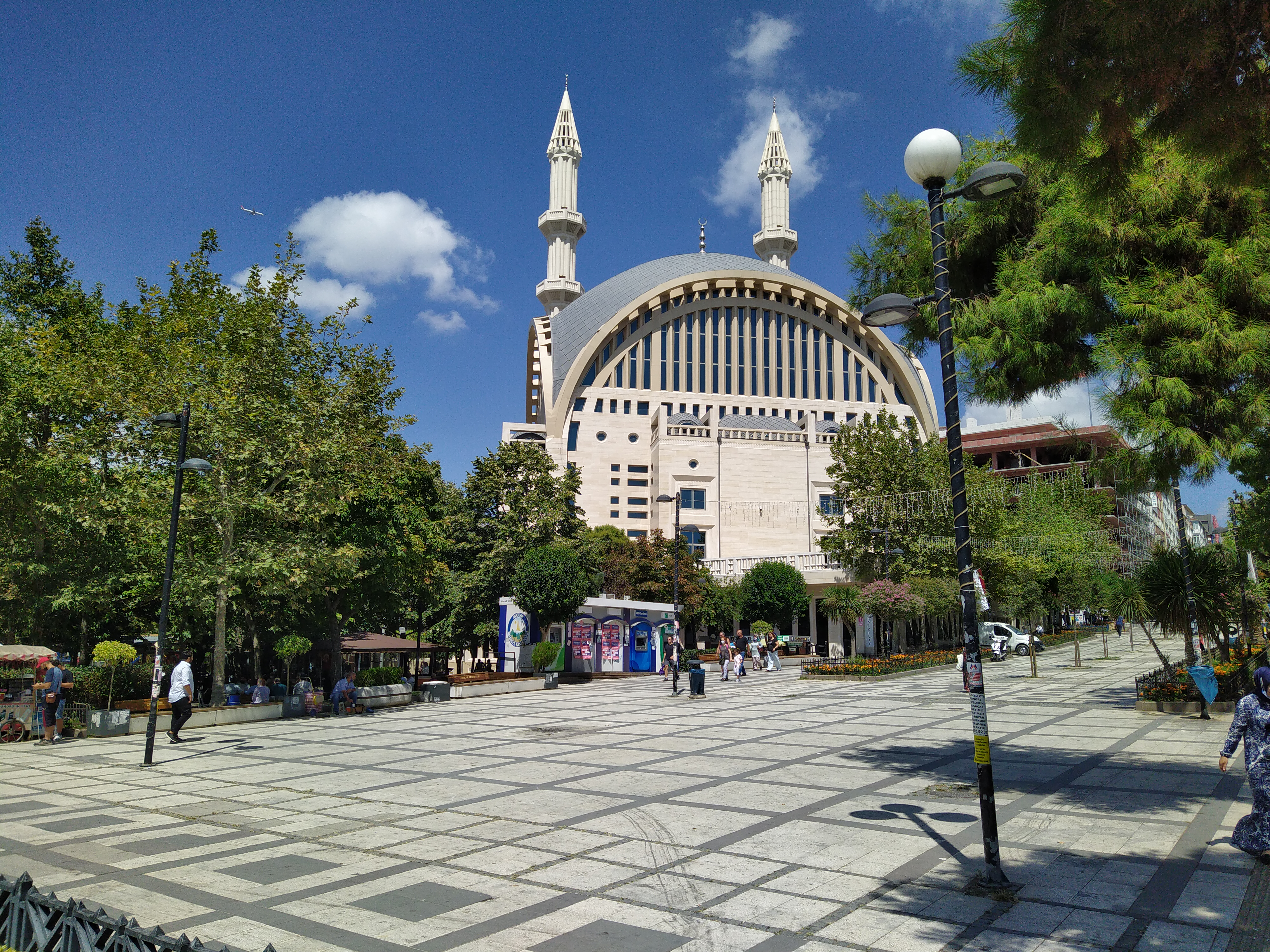
Avcılar Merkez Cami

Die Avcılar Merkez Cami ist ein Moscheegebäude in der Gemeinde Avcılar in der Nähe von Istanbul. Das Gebäude wurde im Jahr 2019 vom Istanbuler Mufti Hasan Kamil Yılmaz zusammen mit seinem Stellvertreter sowie dem Mufti von Avcılar und anderen prominenten Persönlichkeiten feierlich seiner Bestimmung übergeben.